# 中国驻立陶宛大使列表
本列表为中華人民共和國驻立陶宛历任大使名录（附中華民國駐立陶宛歷任代表）。

## 历任中国驻立陶宛大使

### 中华人民共和国驻立陶宛大使（1991年－2021年）
1991年立陶宛独立后，同年9月14日与中华人民共和国建立大使级外交关系。1992年年4月中旬，中国驻立陶宛大使馆正式开馆。
| 姓名   | 任命           | 任命           | 到任          | 递交国书      | 免职           | 免职           | 离任           | 外交衔级 | 外交职务     | 备注                                                |
| 姓名   | 全国人大常委会 | 主席           | 到任          | 递交国书      | 全国人大常委会 | 主席           | 离任           | 外交衔级 | 外交职务     | 备注                                                |
| ------ | -------------- | -------------- | ------------- | ------------- | -------------- | -------------- | -------------- | -------- | ------------ | --------------------------------------------------- |
| 裴远颖 | 1991年10月30日 | 1991年12月21日 | 1992年2月     | 1992年2月20日 | 1992年2月25日  | 1992年4月10日  | 1992年3月      | 大使     | 特命全权大使 | 驻波兰兼                                            |
| 陈棣   | 1992年2月25日  | 1992年4月10日  | 1992年4月     | 1992年4月29日 | 1993年7月2日   | 1993年9月10日  | 1993年8月      | 大使     | 特命全权大使 |                                                     |
| 王钊贤 | 1993年7月2日   | 1993年9月10日  | 1993年9月     | 1993年9月16日 | 1998年4月29日  | 1998年9月17日  | 1998年3月      | 大使     | 特命全权大使 |                                                     |
| 关恒广 | 1998年4月29日  | 1998年9月17日  | 1998年9月     | 1998年9月30日 | 2001年10月27日 | 2002年3月25日  | 2002年2月      | 大使     | 特命全权大使 |                                                     |
| 陈育明 | 2001年10月27日 | 2002年3月25日  | 2002年3月     | 2002年3月18日 | 2004年10月27日 | 2005年3月8日   | 2005年1月      | 大使     | 特命全权大使 |                                                     |
| 杨秀萍 | 2004年10月27日 | 2005年3月8日   | 2005年1月31日 | 2005年2月14日 | 2008年8月29日  | 2008年12月26日 | 2008年11月     | 大使     | 特命全权大使 |                                                     |
| 佟明涛 | 2008年8月29日  | 2008年12月26日 | 2009年1月5日  | 2009年1月19日 | 2011年10月29日 | 2012年1月29日  | 2011年12月     | 大使     | 特命全权大使 |                                                     |
| 刘增文 | 2011年10月29日 | 2012年1月29日  | 2012年1月18日 | 2012年2月8日  | 2014年11月1日  | 2015年4月20日  | 2015年3月      | 大使     | 特命全权大使 |                                                     |
| 魏瑞兴 | 2014年11月1日  | 2015年4月20日  | 2015年4月2日  | 2015年4月15日 | 2017年11月4日  | 2018年3月5日   | 2018年1月      | 大使     | 特命全权大使 |                                                     |
| 申知非 | 2017年11月4日  | 2018年3月5日   | 2018年2月8日  | 2018年2月26日 |                |                | 2021年8月10日  | 大使     | 特命全权大使 | 2021年8月10日召回，11月中立关系降级，大使不再返馆。 |
| 曲柏华 |                |                | 2021年8月10日 |               |                |                | 2021年11月21日 | 参赞     | 临时代办     |                                                     |

### 中华人民共和国驻立陶宛代办（2021年至今）
2021年11月21日，由于立陶宛允许中華民國政府设立“驻立陶宛台湾代表处”，中华人民共和国与立陶宛的外交关系降至代办级，26日起並以外交照會告知立陶宛，正式將大使馆改称代办处。这是继1981年荷兰政府批准公司向台湾出售潜艇降为代办级之后，中国对其采取外交关系降级手段的第二个国家 。
| 姓名   | 任命 | 到任           | 递交介绍信 | 免职 | 离任   | 外交衔级 | 外交职务 | 备注 | 备注 |
| ------ | ---- | -------------- | ---------- | ---- | ------ | -------- | -------- | ---- | ---- |
| 曲柏华 |      | 2021年11月21日 |            |      | 2023年 | 参赞     | 临时代办 |      |      |
| 翟延平 |      | 2023年         |            | 现任 |        | 参赞     | 临时代办 |      |      |